# Sigibodo I. (Speyer)
Sigibodo I. war Bischof von Speyer von 1038 bis 1051.
Sigibodo I. stammte aus einem fränkischen Geschlecht und erhielt seine geistliche Ausbildung in Speyer. Unter Sigibodo entstand das Allerheiligenstift unweit des Speyerer Domes (siehe auch Geschichte der Stadt Speyer). Er weihte 1040 auch die heute Protestantische Kirche in Wollmesheim, die älteste erhaltene Dorfkirche der Pfalz.